# Online tlumočení
Tlumočnická služba online je využívána v komunikaci mezi slyšícím a neslyšícím klientem. V českém jazykovém prostředí používá neslyšící klient český znakový jazyk, který tlumočník převádí do mluvené češtiny a naopak – slyšící klient používá mluvenou češtinu, kterou tlumočník převádí do českého znakového jazyka. Tlumočení se tedy neodehrává v osobním kontaktu s tlumočníkem (tlumočník není během komunikace fyzicky přítomen), ale je přenášeno pomocí internetu (videohovor).

## Vznik služby
Tlumočnická služba online byla poprvé v České republice spuštěna 1. října roku 2008 pod názvem Tichá linka. Nejprve byla služba zavedena pouze pro oblast zaměstnání a hledání práce. V roce 2009 byla služba rozšířena pro všechny oblasti, bylo možné ji využít každý pracovní den. Konečně od prosince roku 2010 funguje tlumočnická služba online nonstop. Na začátku služby byli zaměstnáni dva tlumočníci, v roce 2010 se jejich počet zvýšil na sedm a jejich počet stále stoupá – úměrně se zájmem neslyšících klientů o využití této služby.

## Popis služby
Neslyšící/slyšící zájemci mohou tlumočnickou službu online využít v následujících situacích:
- Tlumočení rozhovoru v osobním kontaktu,
- tlumočení rozhovoru po telefonu,
- překlad textu (z psané češtiny do českého znakového jazyka a naopak),
- úprava textu (kontrola, popř. úprava textu v českém jazyce),
- záznamník (zanechání vzkazu – vyřízení tlumočníkem).

## Výhody
- Tlumočníka není nutné si předem objednávat,
- s tlumočníkem je možné se spojit ihned (z práce, domova apod.),
- vhodné pro každodenní situace, jejichž vyřízení zabere několik minut (např. objednání k lékaři, získání informací apod.)

## Tlumočení online ve světě

### Video Remote Interpreting
Služba využívající webovou kameru a telefonní linky k zajištění tlumočení z/do znakového jazyka pro osoby neslyšící, nedoslýchavé a také řečově postižené. Služba funguje na principu videokonferencí. Slyšící a neslyšící osoba jsou na stejném místě – využijí webovou kameru, televizi nebo počítačovou obrazovku. Tlumočník se nachází na jiném místě (kancelář, domov, telefonní centrum apod.) – užívá obdobné vybavení jako klienti. Vybavení musí obsahovat video a audio spojení. Tlumočník slyší hlas slyšící osoby v mikrofonu, popřípadě telefonu – tlumočí onen hlas, tlumočené sdělení vidí neslyšící osoba na obrazovce monitoru. Služba funguje také v obráceném principu. Velmi často je tato služba využívaná např. v ambulancích nemocnic, na policejních stanicích, ve školách, finančních institucích apod.

### Video Relay (Interpreting) Service
Služba, která umožňuje sluchově postiženým jedincům, kteří užívají Americký znakový jazyk (ASL) komunikovat telefonem se slyšící osobou. VRS volající užije televizi, popř. počítačovou obrazovku s video kamerou a připojením k internetu – kontaktuje VRS komunikačního asistenta, který zprostředkuje rozhovor z/do znakového jazyka.
Služba se nejprve vyvíjela ve Švédsku (od roku 1997), od roku 2000 také v USA. Služba funguje i v jiných státech Evropy (např. Finsko, Francie, Itálie, Německo, Španělsko, Velká Británie aj.)